# Kamera Polska
Kamera Polska – polski ilustrowany miesięcznik o tematyce fotograficznej, poświęcony fotografii oraz zagadnieniom pokrewnym fotografii, wydawany we Lwowie w latach 1932–1933. Pismo Lwowskiego Towarzystwa Fotograficznego.

## Historia
Kamera Polska była czasopismem (miesięcznikiem) wydawanym staraniem Lwowskiego Towarzystwa Fotograficznego. Czasopismo od maja 1932 (nr 5) było równocześnie organem Fotoklubu Polskiej YMCA w Krakowie. Redaktorem prowadzącym miesięcznika był Józef Świtkowski – wykładowca Uniwersytetu Jana Kazimierza we Lwowie. Kamera Polska była kontynuacją wydawanego w latach 1907–1931 Miesięcznika Fotograficznego.
Zawartość czasopisma stanowiły aktualne wiadomości fotograficzne – w dużej części wiadomości informujące o działalności Lwowskiego Towarzystwa Fotograficznego oraz ilustrowane artykuły o fotografii, estetyce w fotografii, artykuły poświęcone technice i chemii fotograficznej oraz opisy sprzętu fotograficznego (kamery, obiektywy). Do miesięcznika dołączano reprodukcje fotografii (m.in.) członków Lwowskiego Towarzystwa Fotograficznego (w dominującej tematyce krajobrazowej, krajoznawczej, portretowej). Wiele miejsca poświęcano reklamom związanym z fotografią. Poszczególne numery miesięcznika Kamera Polska znajdują się (m.in.) w zbiorach Zakładu Narodowego im. Ossolińskich.